# Kulturåret 1800

## Händelser
- 2 april – Beethovens Symfoni nr 1 uruppförs på Hoftheater i Wien.
- 16 maj – Carl Gustaf Nordforss pjäs Tand-Doctorn har urpremiär på Theatern i Arsenalen [1].

## Nya verk
- Les crimes de l'amour av markis de Sade.
- Eglé och Annett av Carl Gustaf af Leopold.

## Födda
- 12 januari – Eugène Lami (död 1890), fransk målare och litograf.
- 5 mars – Georg Friedrich Daumer (död 1875), tysk skald och författare.
- 6 mars – Joseph Anton von Gegenbaur (död 1876), tysk målare.
- 21 mars – Bengt Henrik Alstermark (död 1840), svensk sångtextförfattare.
- 19 april – Franz von Gaudy (död 1840), tysk författare.
- 26 maj – Carl Stefan Bennet (död 1878), svensk landskaps- och historiemålare.
- 17 juni – Ivar Frederik Bredal (död 1864), dansk kompositör.
- 26 juni – Nicolas François Octave Tassaert (död 1874),  fransk målare.
- 20 september – Catherine Crowe (död 1876), engelsk författare.
- 3 december – France Prešeren (död 1849), slovensk författare.
- 4 december – Emil Aarestrup (död 1856), dansk poet.

## Avlidna
- 21 maj – Carl August Ehrensvärd (född 1745), svensk sjömilitär, konstteoretiker, konstnär och arkitekt.
- 29 december – Jacob Wulff (född 1750), svensk arkitekt och tecknare.